# Список Героев Советского Союза (Рязанская область)
Список Героев Советского Союза, родившихся в Рязанской области.

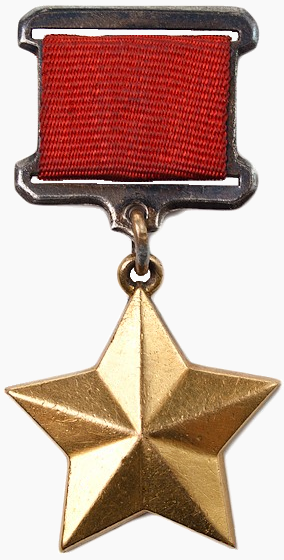
Медаль «Золотая Звезда» — вручалась Героям Советского Союза

## А
- Агафонов, Валентин Александрович (1925—1945)
- Азовкин, Юрий Петрович (1924—1993)
- Аксёнов, Владимир Викторович (род. 1935)
- Алеевский, Алексей Ильич (1913—1945)
- Алексашкин, Николай Фёдорович (1922—1990)
- Алексеев, Николай Алексеевич (1914—1977)
- Алексухин, Василий Тимофеевич (1919—1943)
- Андрианов, Илья Филиппович (1918—1997)
- Аникин, Николай Андреевич (1919—1997)
- Анисичкин, Фёдор Иванович (1915—1998)
- Анохин, Алексей Васильевич (1922—2010)
- Арчаков, Николай Иванович (1913—1961)
- Асташкин, Михаил Егорович (1908—1941)

## Б
- Балашов, Вячеслав Павлович (1917—1990)
- Батышев, Сергей Яковлевич (1915—2000)
- Бирюзов, Сергей Семёнович (1904—1964)
- Бирюков, Серафим Кириллович (1913—1992)
- Благов, Василий Иванович (1906—1979)

## В
- Важеркин, Иван Васильевич (1918—1971)
- Варюхин, Андрей Петрович (1900—1987)
- Воронков, Владимир Романович (1920—2012)

## Г
- Галкин, Павел Андреевич (род. 1922)
- Гарин, Борис Иванович (1921—1984)
- Голубев, Леонид Алексеевич (1912—1991)
- Гончаров, Иван Тимофеевич (1913—1943)
- Горелов, Пётр Тимофеевич (род. 1923)
- Грачёв, Иван Петрович (1915—1944)
- Грибков, Николай Иванович (1908—1989)
- Гридинский, Александр Иванович (1921—1944)
- Грустнев, Пётр Иванович (1921—1945)
- Гудков, Дмитрий Васильевич (1921—1978)
- Гусев, Иван Петрович (1920—1945)

## Д
- Денисов, Сергей Евдокимович (1914—1945)

## Е
- Ерошкин, Андрей Григорьевич (1903—1972)
- Ефремов, Андрей Яковлевич (1910—1985)
- Ефремов, Фёдор Пантелеевич (1918—2007)

## Ж
- Жидов, Георгий Никонорович (1916—1974)
- Журавлёв, Александр Григорьевич (1910—2010)

## З
- Зайцев, Иван Фёдорович (1913—1981)
- Зарецкий, Павел Филиппович (1897—1971)
- Зверев, Василий Андреевич (1905—1971)
- Зеленин, Андрей Тихонович (1911—1992)
- Земнухов, Иван Александрович (1923—1943)
- Зотов, Иван Семёнович (1919—1982)
- Зотов, Матвей Иванович (1914—1970)
- Зубкова, Антонина Леонтьевна (1920—1950)

## И
- Иванов, Сергей Иванович (1922—1966)
- Ивашкин, Василий Ильич (1908—1942)
- Игнаткин, Сергей Степанович (1910—1944)
- Ильев, Иван Николаевич (1922—1946)
- Исаичкин, Пётр Петрович (1918—1993)

## К
- Калмыков, Алексей Сергеевич (1921—1985)
- Каприн, Дмитрий Васильевич (1921—2015)
- Карпов, Александр Алексеевич (1920—1993)
- Карпухин, Михаил Терентьевич (1921—1979)
- Каширин, Алексей Иванович (1926—1945)
- Кирюхин, Михаил Алексеевич (1905—1943)
- Киселёв, Иван Михайлович (1919—1987)
- Киселёв, Семён Сергеевич (1906—1985)
- Климанов, Иван Кириллович (1923—1993)
- Клочков, Иван Фролович (1923—2010)
- Комаров, Виктор Петрович (1905—1943)
- Комаров, Николай Николаевич (1919—1995)
- Комаров, Сергей Петрович (1922—1996)
- Кондаков, Василий Яковлевич (1907—1956)
- Кондрашин, Андрей Кузьмич (1916—1944)
- Коняев, Пётр Михайлович  (1922—1951)
- Копёнкин, Иван Иосифович (1917—1942)
- Копытёнков, Николай Андреевич (1923—1986)
- Корнеев, Василий Терентьевич (1920—1943)
- Коршунов, Константин Ионович (1920—2005)
- Косарев, Андрей Васильевич (1905—1943)
- Краснов, Николай Иванович (1919—1905)
- Крылов, Фёдор Михайлович (1915—1977)
- Крюков, Константин Алексеевич (1922—1979)
- Крючков, Василий Егорович (1921—1985)
- Кудряшов, Константин Михайлович (1913—1990)
- Кузьмичёв, Василий Филиппович (1913—1982)
- Курлин, Юрий Владимирович (род. 1929)
- Куштин, Иван Яковлевич (1916—1942)

## Л
- Лавренов, Александр Филиппович (1920—1944)
- Лапутин, Сергей Яковлевич (1911—1985)
- Липаткин, Фёдор Акимович (1918—1952)
- Ловчев, Виктор Константинович (1905—1943)
- Лохматиков, Филипп Прокофьевич (1923—1981)
- Лукашин, Василий Иванович (1920—1983)

## М
- Макаров, Иван Константинович (1905—1944)
- Малышев, Виктор Фёдорович (1915—1943)
- Мамаев, Николай Матвеевич (1924—1998)
- Манакин, Михаил Григорьевич (1914—1977)
- Мартышкин, Сергей Петрович (1915—1953)
- Медин, Николай Михайлович (1924—2007)
- Миронов, Леонид Сергеевич (1915—1991)
- Михеев, Павел Антонович (1915—1981)
- Мишин, Александр Степанович (1923—1944)
- Мишин, Алексей Васильевич (1922—1965)
- Молодцов, Владимир Александрович (1911—1942)
- Молодчинин, Алексей Егорович (1915—1978)
- Мясников, Александр Сергеевич (1905—1943)

## Н
- Назарьев, Георгий Андреевич (1925—1994)
- Назин, Иван Ильич (1919—1943)
- Никитин, Александр Александрович (1912—1985)
- Ниловский, Сергей Фёдорович (1906—1973)
- Новосельцев, Михаил Иванович (1900—1967)
- Новоспасский, Леонид Леонидович (1911—1969)

## О
- Овчинников, Максим Михайлович (1906—1976)
- Ожогин, Андрей Матвеевич (1910—1949)
- Ольчев, Николай Данилович (1922—1989)

## П
- Перегудов, Алексей Иванович (1913—1943)
- Пивченков, Владимир Тимофеевич (1919—1944)
- Пичугин, Евгений Иванович (1922—1942)
- Плетнёв, Пётр Фёдорович (1915—1994)
- Полетаев, Фёдор Андрианович (1909—1945)
- Поликахин, Илья Иванович (1922—1997)
- Пресняков, Александр Васильевич (1917—2010)
- Прокофьев, Гавриил Михайлович (1907—1991)
- Прошляков, Алексей Иванович (1901—1973)
- Пуков, Трофим Трофимович (1915—1968)
- Пушкин, Николай Петрович (1918—2007)

## Р
- Рубченков, Владимир Трофимович (1922—1977)
- Русин, Никита Иванович (1915—1997)
- Рябова, Екатерина Васильевна (1921—1974)

## С
- Савельев, Михаил Иванович (1896—1970)
- Савин, Виктор Степанович (1921—1965)
- Сазонов, Николай Петрович (1907—1965)
- Саломатин, Владимир Ильич (1918—1991)
- Самоваров, Василий Иванович (1922—1974)
- Самохвалов, Александр Николаевич (1915—1945)
- Самсонов, Станислав Павлович (1932—2006)
- Семёнов, Степан Васильевич (1914—1997)
- Серебряков, Андрей Михайлович (1905—1942)
- Сидоров, Пётр Петрович (1926—1972)
- Синицын, Фёдор Семёнович (1918—1944)
- Сиротинкин, Василий Иванович (1923—1905)
- Стенин, Владимир Филиппович (1899—1952)
- Стренин, Фёдор Михайлович (1921—1948)
- Стройков, Николай Васильевич (1921—1964)
- Сувиров, Виктор Иванович (1919—1988)
- Сухов, Василий Арсентьевич (1905—1943)

## Т
- Тараскин, Павел Андреевич (1910—1943)
- Тарасов, Дмитрий Васильевич (1919—1989)
- Терёхин, Макар Фомич (1896—1967)
- Тимофеев, Василий Иванович (1905—1945)
- Типанов, Александр Фёдорович (1924—1944)
- Тихонов, Василий Иванович (1912—1939)
- Тюлин, Александр Степанович (1916—1988)

## У
- Удачин, Василий Васильевич (1923—1980)
- Устинов, Семён Иванович (1912—1944)
- Уткин, Валерий Степанович (1922—1944)

## Ф
- Фаткин, Сергей Степанович (1918—1999)
- Федорин, Иван Ильич (1922—1991)
- Федотов, Иван Григорьевич (1919—1905)
- Филин, Михаил Иванович (1922—1970)
- Фионов, Иван Данилович (1905—1943)
- Фирсов, Александр Яковлевич (1925—1945)
- Фоломеев, Дмитрий Сергеевич (1913—1954)
- Фроликов, Дмитрий Георгиевич (1918—1945)
- Фролов, Александр Филиппович (1918—1995)
- Фроловский, Семён Алексеевич (1906—1998)

## Х
- Харламов, Николай Иванович (1924—1982)
- Харчевин, Фёдор Павлович (1901—1969)
- Хлобыстов, Алексей Степанович (1918—1943)
- Хрюкин, Сергей Кузьмич (1915—1970)

## Ц
- Цаплин, Андрей Павлович (1923—1944)
- Цыганков, Пётр Николаевич (1923—1991)
- Цыганов, Михаил Степанович (1921—2001)

## Ч
- Чарыков, Михаил Павлович (1905—1942)
- Черняев, Алексей Ильич (1925—1993)
- Чиликин, Иван Петрович (1914—1985)
- Чиянев, Пётр Александрович (1919—1996)
- Чубаров, Алексей Кузьмич (1905—1964)

## Ш
- Шебанов, Фёдор Акимович (1921—1951)

## Жившие в Рязанской области
- Пивоваров, Сергей Антонович (1914—1991)